# Lista de sistema de ônibus de trânsito rápido

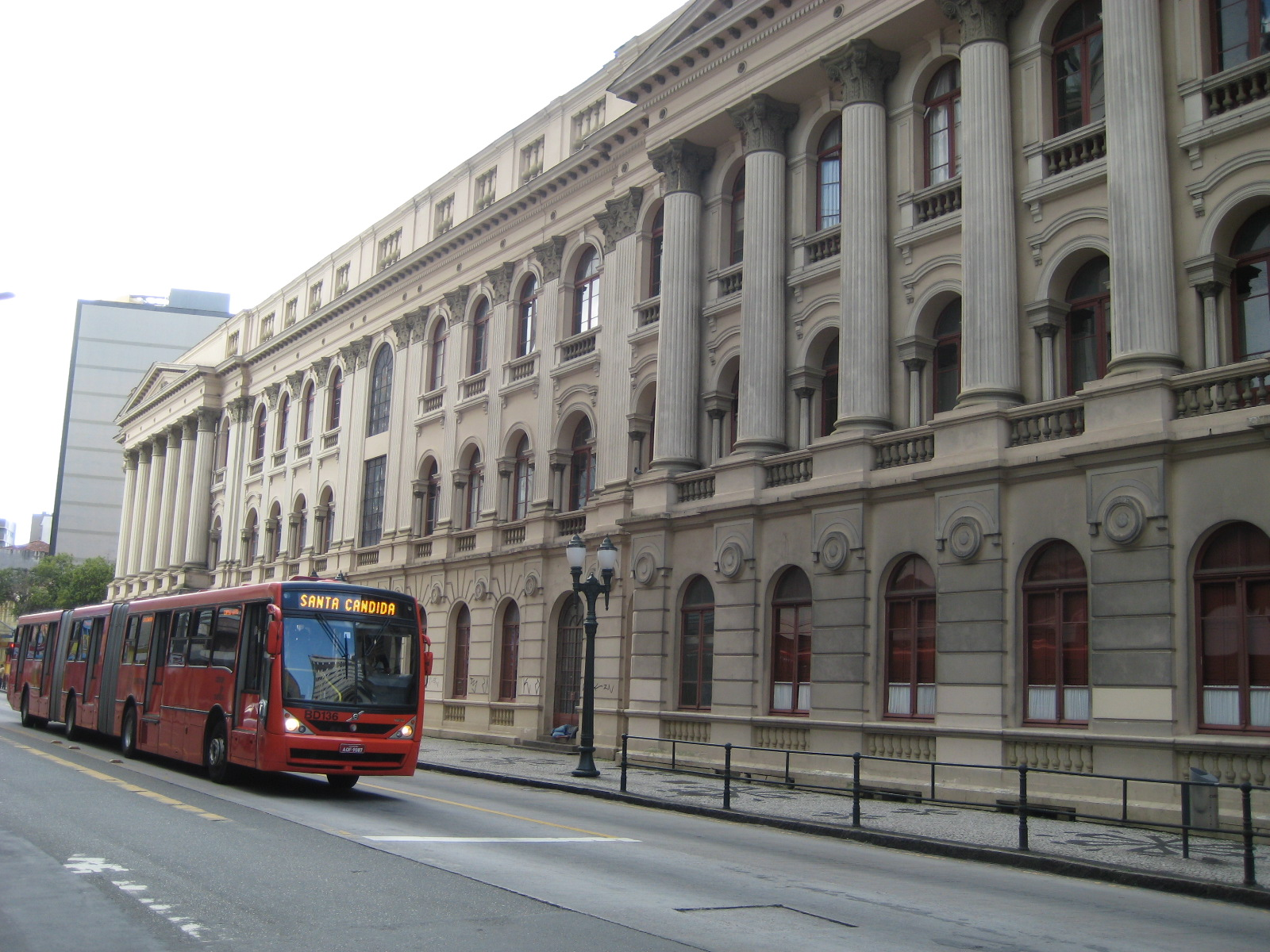
Em Curitiba o Sistema de Transporte se tornou símbolo da cidade.

Esta é uma lista de sistemas de ônibus de trânsito rápido que estão em operação ou em construção.

## Brasil

### Belém

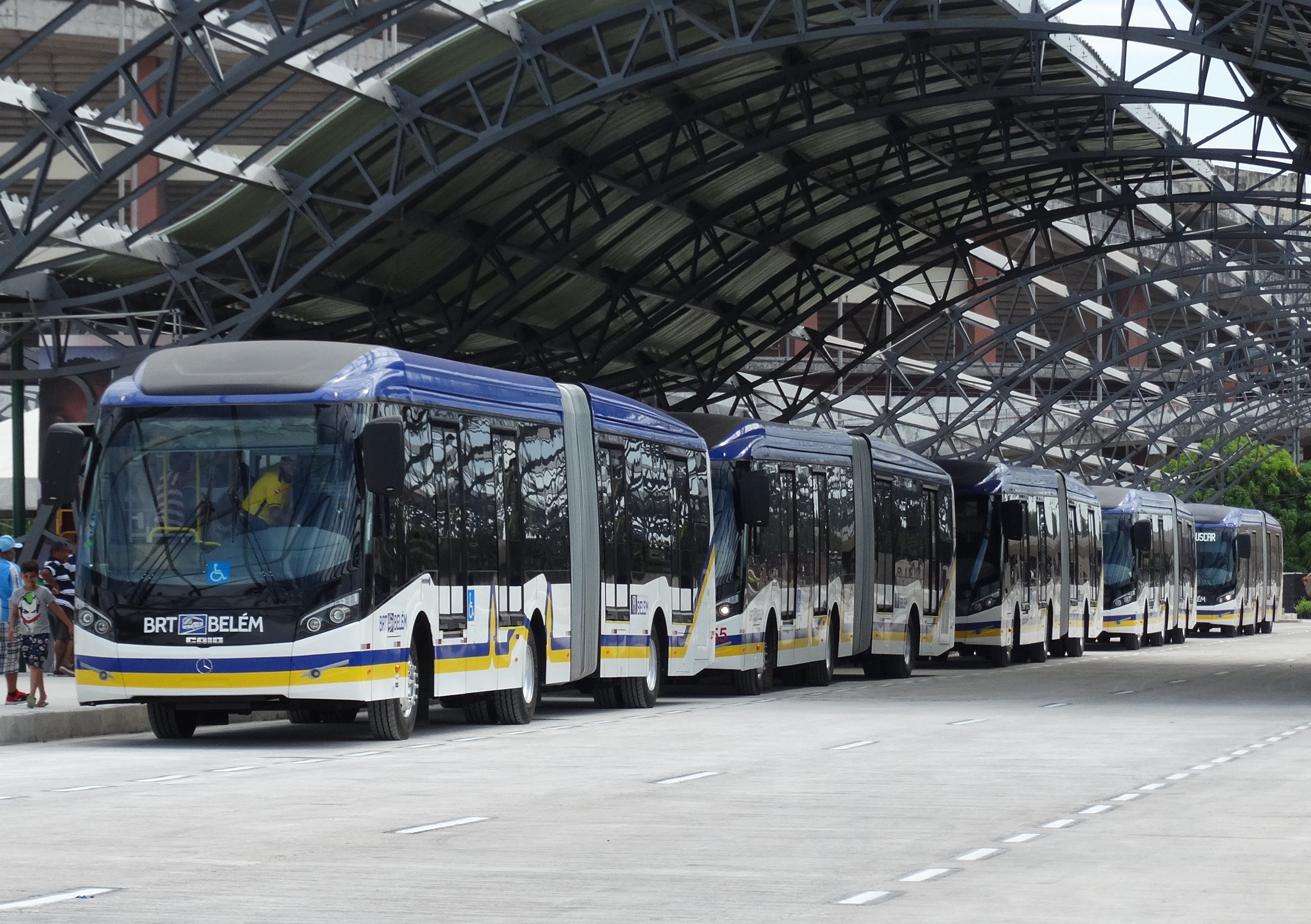
Ônibus BRT no Terminal Mangueirão, em Belém.

O projeto da capital paraense é resultado de anos de estudo em parceria com o governo do Japão através da JICA - Japan International Cooperation Agency. Inicialmente deve beneficiar mais de 600 mil pessoas, prevendo-se uma redução de 70% no tempo de viagem entre o Distrito de Icoaraci e o centro da cidade.[carece de fontes?]

### Belo Horizonte

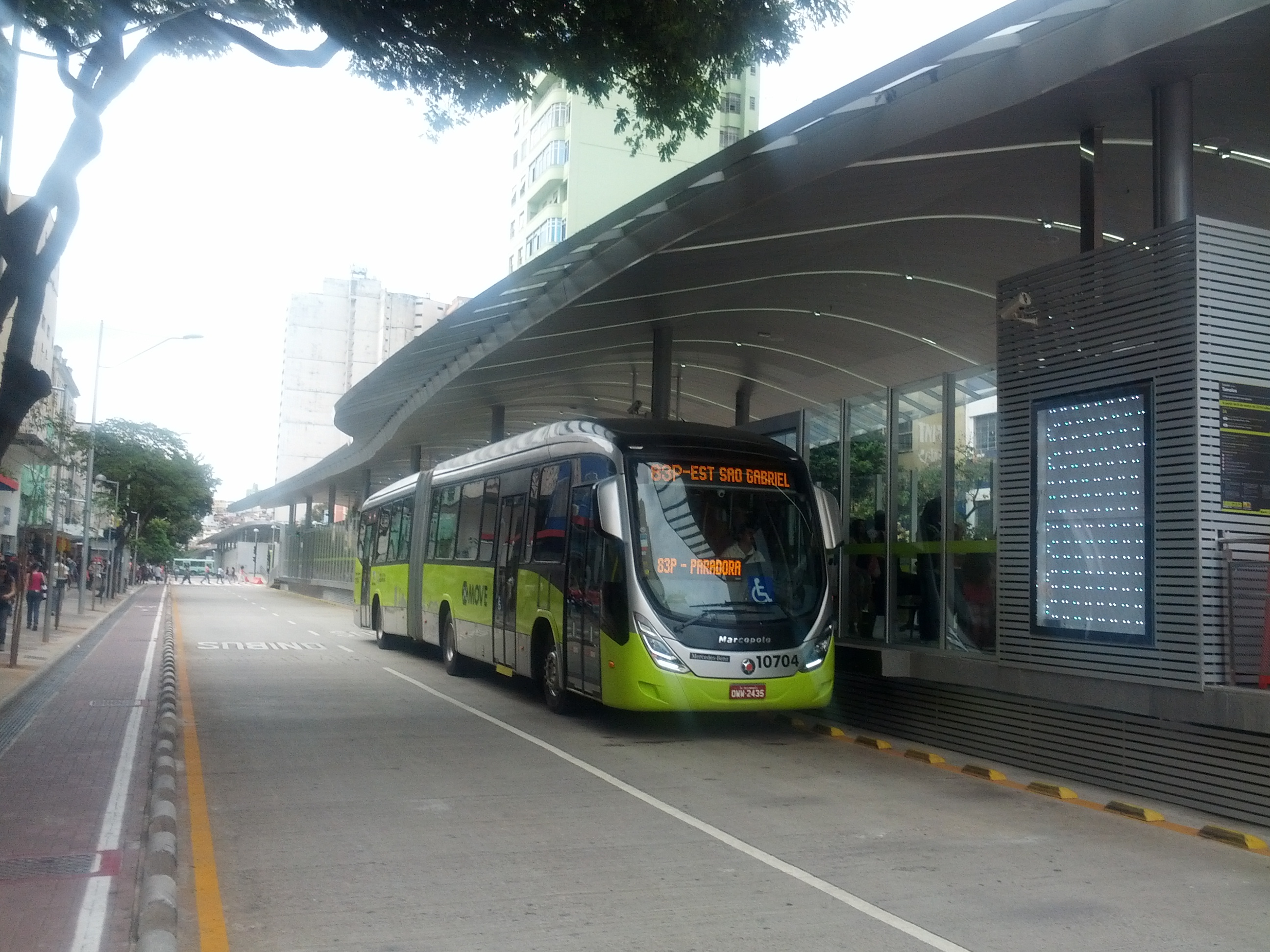
BRT na Avenida Paraná, Belo Horizonte

Batizado de Move, o BRT de Belo Horizonte teve as obras iniciadas em 2011 e começou a operar dia 8 de março de 2014 no corredor Cristiano Machado.

### Brasília
O contrato das obras do corredor sul ("Expresso DF Sul"), que liga a região o centro de Brasília (região administrativa do Plano Piloto) às regiões administrativas de Gama e Santa Maria, no sul da cidade, foi liberado pelo Tribunal de Contas do Distrito Federal em agosto de 2011. No mesmo mês, o Governo do Distrito Federal autorizou o início das obras.. O corredor contará com linhas de ônibus expressas (sem interrupções) e linhas com estações de embarque e desembarque, integradas ao Metrô do Distrito Federal na Estação Terminal Asa Sul. Os veículos serão divididos em duas categorias: articulados, com capacidade de transportar 160 passageiros, e biarticulados, que transportam até 200 pessoas. A estimativa é que cerca de 220 mil pessoas venham a utilizar o novo transporte diariamente. Os ônibus articulados circularão em faixas exclusivas, criadas nos canteiros centrais ao longo de 25,9 km de corredor. O novo sistema tem ramais em Gama (8,7 km de extensão) e em Santa Maria (6,3 km). O BRT no ramal de Gama começou a operar em caráter experimental em 2 de abril de 2014.

### Campinas
Em Campinas, o BRT começou a ser construído no segundo semestre de 2017 com a limpeza do trecho desativado do antigo VLT da cidade. Haverá três corredores: o corredor Ouro Verde — que ligará o Terminal Central até o Terminal Vida Nova, com 14,6 km; o Corredor Campo Grande — que ligará o Terminal Mercado até o Terminal Itajaí, com 17,9 km; e o Corredor Perimetral — que ligará a Vila Aurocan até a futura estação do Jardim Novo Campos Elísios, com 4,4 km, fazendo assim a conexão entre os corredores do Ouro Verde e Campo Grande. No total, o BRT contará com 36,6 km de corredores, 26 paradas típicas, 9 estações e 6 terminais com prazo de conclusão previsto para o final do primeiro semestre de 2020.

### Cuiabá
O BRT de Cuiabá está em fase de implantação, em substituição ao VLT de Cuiabá.

### Curitiba

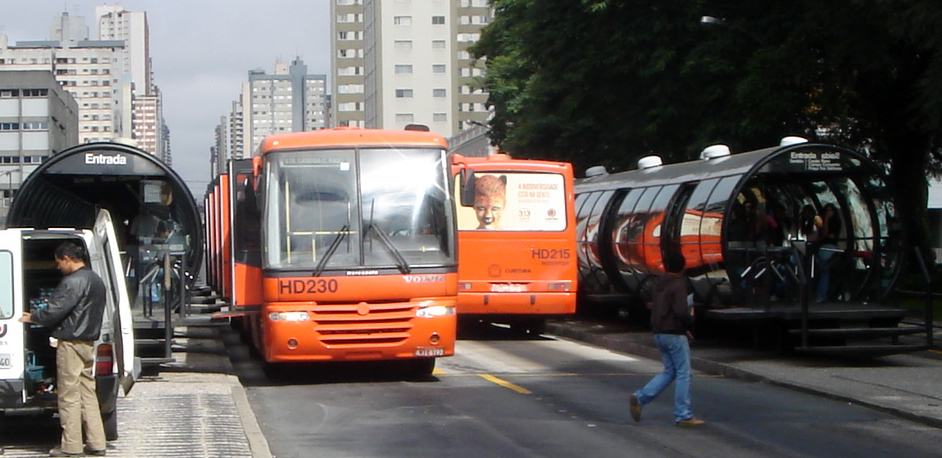
Ônibus biarticulado e estações tubo do sistema RIT, Curitiba, o primeiro BRT implantado no mundo.

A primeira cidade brasileira, e do mundo, a implantar um sistema de BRT foi Curitiba, como alternativa à construção de uma rede de metrô. Também é famoso a nível mundial porque foi planejado em conjunto com um inovador plano do uso do solo. O sistema foi chamado de plano diretor, sistema onde se distribui o fluxo de crescimento demográfico em torno de eixos de transporte, sistema que permitiria mais tarde serem criados os eixos "SBTM" (Sistema Biarticulado de Transporte de Massa) principal sistema da Rede Integrada de Transporte (RIT), e também é conhecido pelas estações em forma de tubos de vidro, a inovação de integrar os serviços alimentadores e tronco, operados com ônibus articulados; a implantação pioneira de tarifa única integrada; e por permitir acessibilidade universal (passagem em nível) para todos os usuários.[carece de fontes?]

### Goiânia
Em Goiânia foi criado o BRT conhecido como Eixo Anhanguera, ligando a cidade de Leste a Oeste. Foi implantado na década de 1970, porém a eficiência dos ônibus que não eram articulados foi caindo por causa do grande crescimento da cidade e pelas construções de diversos semáforos ao longo do caminho, tempo depois, foram implantado os ônibus articulados e a construção de plataformas de embarque. Atualmente, desde 2015, está ocorrendo a construção de mais uma extensão de BRT conhecida como Norte-Sul, que pretende diminuir o fluxo do Eixo-Anhanguera e facilitar mais o transporte da região Sul e Norte.

### Manaus
O Bus Rapid System, também chamado de Expresso, é um sistema de transporte público que opera desde 2002 na cidade de Manaus. Consiste em um sistema tronco-alimentador com grande estrutura de integração físico-tarifária em estações e terminais fechados. O sistema possui vários corredores exclusivos.

### Porto Alegre
Porto Alegre tem um sistema BRT em processo de implantação.

### Recife

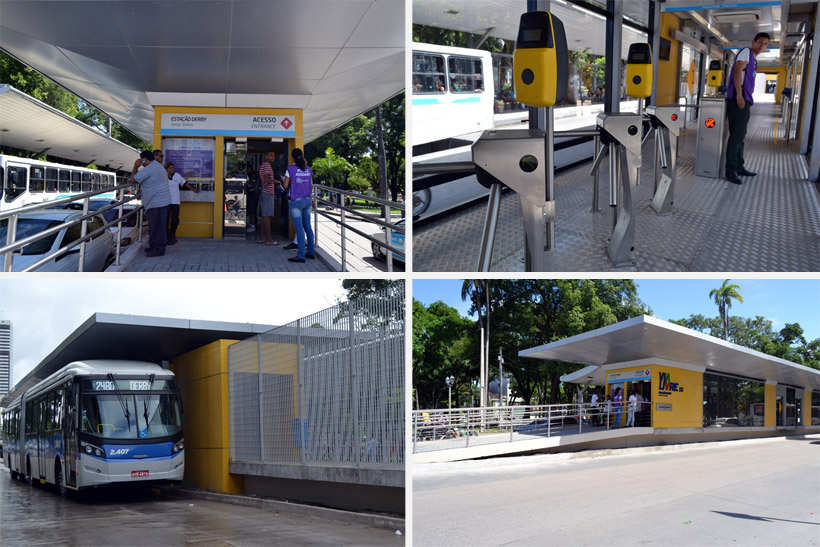
Estação Derby do BRT Via Livre, na Praça do Derby, Recife.

O sistema Bus Rapid Transit do Recife recebeu o nome de BRT Via Livre. Possui dois corredores, o Norte/Sul e o Leste/Oeste, que ligam respectivamente os municípios metropolitanos de Igarassu e de Camaragibe ao Centro do Recife. Conta com 44 estações, que possuem embarque em nível, sistema de som, ar-condicionado e portas automáticas que são acionadas quando os veículos acoplam na plataforma.

### Rio de Janeiro
Com as Olimpíadas de 2016, a Prefeitura e o Governo do estado, com recursos do Governo Federal investiram 40% dos custos nos transportes na cidade. A capital possui quatro corredores para os BRTs: TransOeste, TransCarioca, TransOlímpica e a TransBrasil. Na Região Metropolitana, a TransOceânica, e a TransNiterói (em construção) em Niterói, a TransGonçalo em São Gonçalo (em licitação) e também há os projetos da Via Light (TransLight) e dos BRTs da Via Dutra (TransDutra), BR-040.

### Salvador
Alguns projetos de BRT foram idealizados para Salvador. O linha 2 do Metrô de Salvador chegou a ser substituída por um sistema de trânsito rápido de ônibus com investimentos reservados no Programa de Aceleração do Crescimento (PAC) e incluído na Matriz de Responsabilidades da Copa em 13 de janeiro de 2010. No entanto, após o Procedimento de Manifestação de Interesse (PMI) realizado em no início de 2011, foi descartado o BRT na Paralela (foi restringido à alimentação do metrô por vias transversais), retirado da matriz na revisão realizada em novembro de 2013 e a opção final pelos trilhos foi definida. Assim, permaneceu a opção pela alimentação por ônibus através das vias transversais.
Tais vias estão em obras. São a Linha Azul e a Linha Vermelha (antigos corredores transversais I e II), as quais compõem o sistema de transporte de massa, pois ligarão ambas as linhas metroviárias, alimentando-o, bem como a linha de trens urbanos do Subúrbio. Depois das obras do governo estadual nesses corredores, cabe à Prefeitura implantar um sistema de média/alta capacidade, provavelmente um BRT, em uma das faixas. A segunda parte da Linha Vermelha, o BRT Águas Claras-Paripe teve em outubro de 2013 verba liberada pelo governo federal para financiar a sua construção, dentro do PAC Mobilidade Urbana. As obras significam a duplicação da rodovia estadual Estrada Paripe-Base Naval para adequação ao modal, a começar pelos estudos de topografia e sondagem, para que se chegue de Águas Claras à futura Parada São Luís (do VLT de Salvador).

Diagrama das estações do projeto do BRT Lapa-Iguatemi.

Outro projeto de BRT para a cidade era o "Eixo Lapa–Iguatemi do Projeto Corredores de Transporte Público Integrado", projeto da Prefeitura que estabeleceria um sistema de trânsito rápido de ônibus (BRT, na sigla em inglês) entre a Estação da Lapa e a Estação Rodoviária Sul. No entanto, o projeto previa financiamento parcial do governo federal e, devido aos cortes de gastos em 2015, o próprio prefeito Antônio Carlos Magalhães Neto anunciou que o BRT, promessa sua de campanha eleitoral, não deve mais sair do papel.

### São Paulo
O primeiro sistema de BRT implantado com sucesso foi o Corredor Metropolitano São Mateus - Jabaquara, este corta as cidades de Santo André, São Bernardo do Campo,  Diadema e um possui ramal para Mauá, região do ABC Paulista. Inaugurado em 1988, na administração do então governador Orestes Quércia. Anos depois, a Prefeitura de São Paulo, na gestão do prefeito Celso Pitta, concebeu um projeto de sistema BRT sob o nome de "Fura-Fila", rebatizado por Marta Suplicy por "Paulistão" e por José Serra de "Corredor Expresso Parque D. Pedro - Cidade Tiradentes", ou somente, "Expresso Tiradentes".[carece de fontes?]

### Sorocaba
Em Sorocaba, interior paulista, um sistema de ônibus rápidos foi inaugurado em 30 de agosto de 2020. Ele conta com 56 pontos, sendo 12 com maior infraestrutura e os 44 restantes apenas paradas, espalhados pelos seus corredores estruturais. Opera com ônibus movidos a combustão interna em 35 quilômetros de vias (20,3 das quais exclusivas, o restante sendo compartilhado com os demais veículos), divididas em 2 linhas, sendo projetado para carregar até 180 mil passageiros por dia.

### Uberaba
Em Uberaba, o sistema BRT nomeado Vetor (Via Especial de Transporte para Ônibus Rápido) teve sua primeira fase implantada em 31 de janeiro de 2015,. O sistema consiste em quatro terminais, Leste, na Avenida Niza Guarita entre os Bairros de Lourdes e Manoel Mendes, Oeste, na Avenida Leopoldino de Oliveira na entrada da região da Univerdecidade, Sudeste, na Avenida Bandeirantes no bairro Gameleiras e Sudoeste, na Avenida Juca Prato no bairro Beija-Flor. Além desses terminais, há o subterminal da Rodoviária na região do bairro São Benedito. Os terminais são ligados por corredores exclusivos com 32 estações no meio das avenidas operados por ônibus próprios com layout diferenciado dos demais veículos utilizados nas linhas alimentadores e inter bairros. Além da integração via terminais, há também a possibilidade de integração temporal do sistema em 3 linhas específicas, 25 - Terminal Beija-Flor - Pacaembu - Praça Rui Barbosa (centro), 59 - Cássio Resende - Uniube (via Terminal Leste) e 64 Mercado Municipal - Buritis (Via Terminal Leste). Todo o sistema é integrado também com as linhas para bairros rurais da cidade, contando com 100% de integração em todo o município, podendo ir em toda zona urbana pagando apenas uma passagem. Já está em estudos a implementação de mais dois corredores no sistema, o Norte na região do bairro Boa Vista, e o corredor Sul, e outros terminais não ligados a corredores estão em planejamento, um na região da Universidade de Uberaba (Uniube), outro no bairro Costa Teles no final da Avenida Prudente de Morais. Todo sistema de Uberaba e monitorado por GPS, podendo saber a exata localização dos ônibus através de site e aplicativo BUSU. Uberaba é a menor cidade do país das que possuem BRT, cerca de 340.000 habitantes. Porém já era necessária uma mudança radical o trânsito e no sistema de transito e transportes, devido à ineficiência do transporte coletivo, a grande frota de veículos da cidade e os longos congestionamentos na área central.

### Uberlândia
O BRT na cidade implantou-se de um sistema integrado de transporte cujo eixo é operado pelo chamado Sistema Integrado de Transporte em Uberlândia-SIT. Unificou o preço da passagem e além disso o usuário não paga mais duas passagens para chegar no local desejado. Hoje conta com um transporte coletivo 100% integrado e monitorado (GPRS), administrado pela prefeitura. O sistema possui cinco terminais, um com shopping agregado (o Terminal Central) que conta com lojas, praça de alimentação e estacionamento coberto. Todo o sistema é dotado de bilhetagem eletrônica. Todos os veículos, têm elevador para facilitar o acesso de deficientes físicos.

## Canadá
- Calgary, Alberta[34]
- Gatineau, Quebec: STO Rapibus

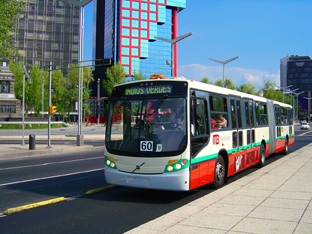
Metrobús na "Avenida de los Insurgentes" Cidade do México.

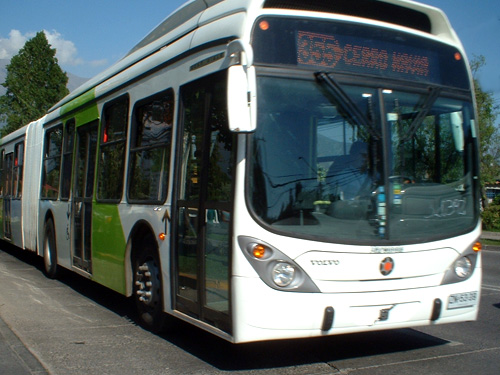
Transantiago, Santiago (Chile).

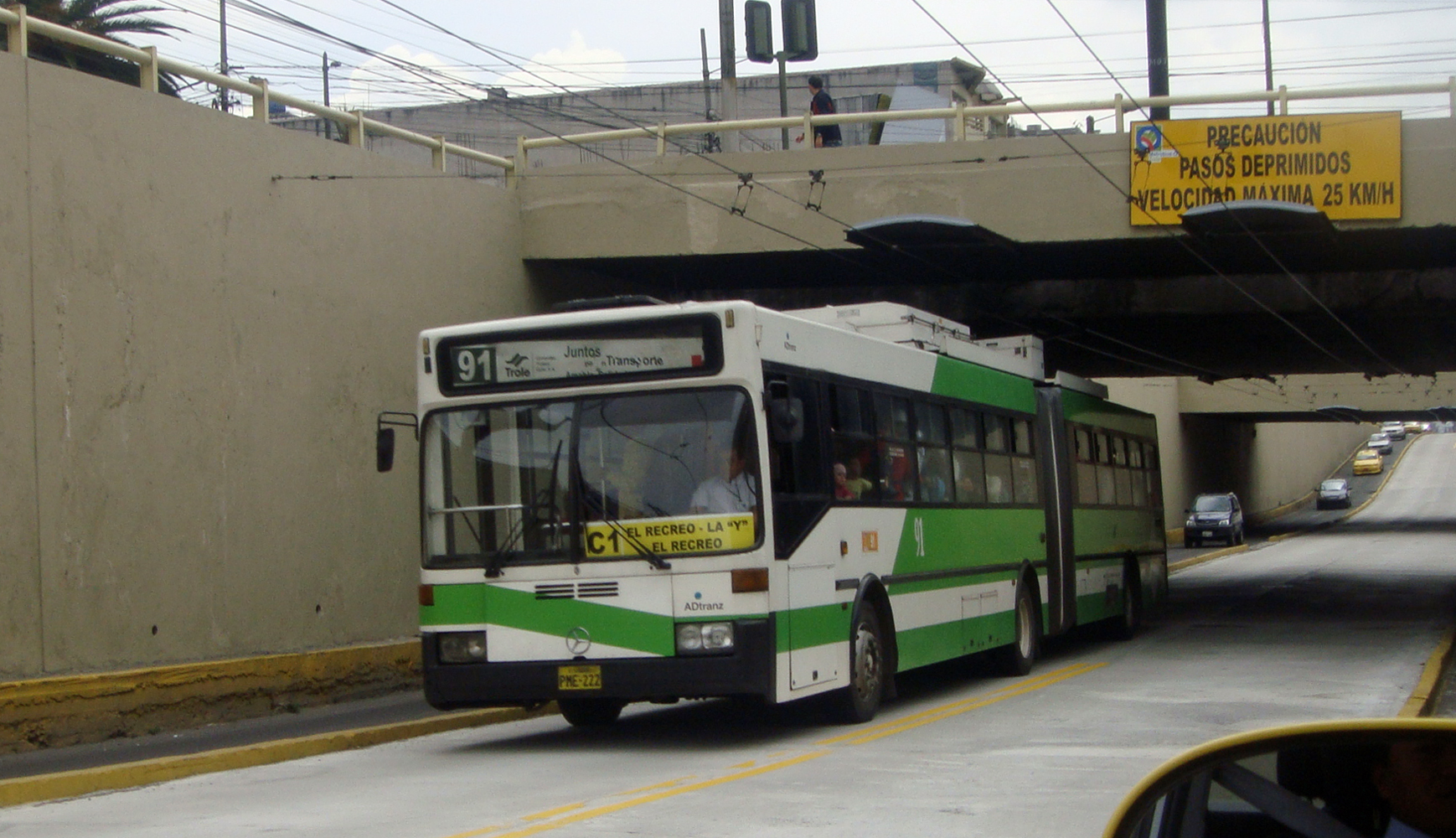
O sistema BRT de Trólebus do Quito tem faixas exclusivas a desnível para evitar atrasos nos cruzamentos.

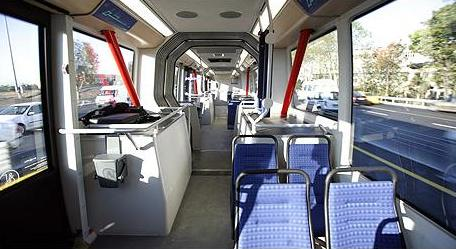
Interior de um veículo do Metrobüs de Istambul, Turquia.

- Municipalidade Regional de Halifax, Nova Scotia: Metro Transit de Halifax, MetroLink[35]
- Montreal, Quebec: STM BRT[36]
- Ottawa, Ontário: OC Transpo Transitway
- Saint John, New Brunswick: ComeX[37]
- Vancouver, Colúmbia Britânica: Linas B 97, 98 y 99.
- Municipalidade Regional de Waterloo: Grand River Transit iXpress
- Municipalidade Regional de York: Viva bus rapid transit[38]

## Colômbia
- Bogotá: TransMilenio
- Pereira: Megabús
- Cali: Masivo Integrado de Occidente
- Medellín: Metroplús
- Barranquilla: TransMetro
- Cartagena de Indias: Transcaribe
- Bucaramanga: Metrolínea

## Chile
- Santiago, Chile: Transantiago

## China
- Pequim: BRT de Pequim

## Equador
- Guayaquil: Metrovía
- Quito: Unidad Operadora del Sistema Trolebús

## Espanha
- Castelló de la Plana: TVRCas
- Madrid: Metrobús (em construção)

## Estados Unidos
- Boston: Linha prata da Autoridade de Transporte de do Massachusetts Bay (MBTA)
- Los Angeles: Linhas laranja e prata da Autoridade de Transporte Metropolitano do Condado de Los Ángeles
- Miami, Florida: South Miami-Dade Busway[39]
- Minneapolis-Saint Paul: University of Minnesota Transit[40]
- Las Vegas, Nevada: Metropolitan Area Express (MAX)[41]
- Houston, Texas[42]
- Kansas City: Metro Area Express (MAX)

## França
- Paris: Trans-Val-de-Marne (TVM)

## Itália
- Metromare: entre Rimini e Riccione

## México
- Cidade do México: Metrobús
- León: Sistema Integrado de Transporte Optibús

## Peru
- Lima: Sistema Metropolitano de Transporte (El Metropolitano)

## Portugal
- Coimbra: Metro Mondego - O primeiro sistema de BRT de Portugal foi anunciado em 2020 e deverá ser lançado até ao final de 2025. Com uma extensão de 42 km, 42 estações, 35 veículos e ligação inicial a 3 municípios. (A ser concluído até 2025, com a primeira fase operacional até ao final de 2024. As obras estão atualmente em curso.) [43]
- Porto: Linha BRT «Boavista - Império» (Planejado, para concluir até 31 de dezembro de 2023)[44]
- Braga: BRT de Braga (Em construção, para concluir até 2025)[45]
- Loulé - Faro - Olhão (Em construção, para concluir até 2029)[46]

## Turquia
- Istambul: Metrobüs

## Venezuela
- Barquisimeto: Transbarca
- Mérida: Trolmérida